# Соціальна інтеграція
Соціальна інтеграція — (лат. integratio — відновлення, заповнення; лат. integer — цілий) — прийняття індивіда іншими членами групи. Процес встановлення оптимальних зв'язків між відносно самостійними малозв'язанними між собою соціальними об'єктами (індивідуумами, групами, соціальними класами, державами) і подальше їх перетворення у єдину, цілісну систему, у якій узгоджені та взаємозалежні її частини на основі спільних цілей, інтересів.

Під соціальною інтеграцією розуміється залучення людей з інвалідністю в суспільство як повноправних його членів, що беруть активну участь у всіх сферах життєдіяльності.
Також форми підтримки соціальною системою стійкості та рівноваги громадських відносин. У дефектології — успішна соціалізація індивіда, який подолав негативні наслідки ситуації, пов'язаної з його дефектом.